# Göran Bergqvist
Leif Göran Ingvar Bergkvist, född 9 augusti 1960 i Växjö, är en svensk före detta friidrottare (diskuskastning). Han tävlade för Motala AIF.